# Bende van Oss
Met de Bende van Oss wordt gerefereerd aan een roerige periode, waarbij criminelen uit Oss, tussen 1888 tot aan 1934 voor veel zware misdaden zorgden. Hieronder vielen 29 moorden, tientallen roofovervallen en inbraken en enkele honderden brandstichtingen op bestelling. Middelpunt van deze criminaliteit waren de families Van Berkum, De Bie en Hendriks (alias 'de Soep'). Tot de belangrijke betrokkenen behoorde Abraham Snabel, ook bekend als 'Gerardus Gannef', verzekeringsinspecteur en aanstichter van roofovervallen gepleegd door de bende. Bij het oprollen van de bende in 1934 werden ruim 160 mensen gearresteerd. Koningin Wilhelmina kwam voor deze actie persoonlijk de Koninklijke Marechaussee onderscheiden. 
Enige jaren later, in 1938, kwam Minister van Justitie Carel Goseling (Roomsch-Katholieke Staatspartij) van het kabinet-Colijn IV in opspraak door zijn besluit dezelfde brigade buiten dienst te stellen omdat het zijn opsporingsbevoegdheden te buiten zou zijn gegaan in zaken tegen notabelen en geestelijken, bekend als de zaak-Oss.

## Moorden
Enkele moorden toegeschreven aan de Bende van Oss zijn onder andere:
- 26 maart 1893: Moord op wachtmeester van de marechaussee Geerard Hoekman.[2]
- 27 december 1917: Moord op Marinus van Hees.
- 21 juni 1923: Moord op weduwe Haakmans te Hoensbroek.
- 2 september 1925: Moord op mevr. Van Nijs.
- 5 december 1925: Moord op Jan Hartogs (Jantje van Mas).
- 10 augustus 1926: Doodslag op mevr. Van Zantvoort en haar drie kinderen.
- 11 december 1929: Moord op Gerardus van Galen.
- 9 november 1932: Moord op Johannes (Jan) Marinus Cornelus van der Pas.
- 9 augustus 1933: Moord op Gerrit de Bie.
- 15 of 16 mei 1934: Moord op Antonius Verhoeven.[3]

## Veroordeelde bendeleden
| Naam                                                                 | Geboren                                  | Daden | Langste straf |
| -------------------------------------------------------------------- | ---------------------------------------- | --- | ------------- |
| Martinus van Berkum Alias(sen): De Baron                             | 16 november 1846 te Oss, Nederland       | Volgens Gijsbertus van Gelder was Van Berkum de werkelijke moordenaar op Geerard Hoekman.                                          |               |
| Jacobus Johannes van Berne Alias(sen): Toon Sossen, Koosje           | 14 augustus 1900 te Oss, Nederland       | Moord op Gerardus van Galen. |               |
| Antonia Francisca de Bie Alias(sen): Ciske                           | 10 mei 1900 te Oss, Nederland            | Brandstichting. | 3 jaar        |
| Jacobus de Bie Alias(sen): Koosje                                    | 26 juli 1902 te Oss, Nederland           | Inbraken en diefstal. |               |
| Petrus Cornelus Maria Dekkers Alias(sen): Peer Dekkers               | 6 oktober 1893 te Oss, Nederland         | Inbraken en roofovervallen. | 17,5 jaar     |
| M.C.P. Dekkers Alias(sen): Marcelleke de Generaal                    | 11 maart 1915 te Oss, Nederland          | Moord op Gerrit de Bie en enkele overvallen.                                                                                       | 18 jaar       |
| Wilhelmus Martinus de Bie Alias(sen): Wimke                          | 9 april 1918 te Oss, Nederland           | Moord op Antonius Verhoeven en zware mishandeling op Petrus Verhoeven.                                                             | 7,5 jaar      |
| Johannes Petrus Ceelen Alias(sen): De Ceel, Jan                      | 19 april 1912 te Oss, Nederland          | Moord op Johannes Marinus Cornelus van der Pas.                                                                                    | 18 jaar       |
| Hendrikus Cornelus van Galen Alias(sen): Cornelius van Nispen        | 22 september 1910 te Oss, Nederland      | Inbraken en roofovervallen. | 6 jaar        |
| Jacobus Johannes van Galen Alias(sen): Koosje, Jacobus van Nispen    | 21 augustus 1899 te Oss, Nederland       | Veroordeeld voor 68 delicten. | 1,5 jaar      |
| Petrus Johannes van Galen Alias(sen): Piet, Leo van Nispen           | 7 september 1902 te Oss, Nederland       | Inbraken. | 3 jaar        |
| Johannes Cornelus van Geenen Alias(sen): Gerrit Hooij                | 3 juni 1898 te Oss, Nederland            | Inbraken. |               |
| Nicolaas Johannes van Geenen Alias(sen): Willem Hooij, Klaasje       | 4 november 1888 te Oss, Nederland        | Brandstichting. |               |
| Petrus van Geenen Alias(sen): Puck Hooij, dʼn Blauwe                 | 4 september 1895 te Oss, Nederland       | |               |
| Gijsbertus van Gelder Alias(sen): Gijp van Gelder                    | 20 mei 1863 te Dieden, Nederland         | Moord op Geerard Hoekman. (Veroordeeld tot levenslang, echter gratie in 1923.) Tweemaal moordpoging op fabrieksopzichter De Bruyn. | Levenslang    |
| Leonardus Antonius van den Heuvel Alias(sen): D'n Brus, Linnard      | 1892 te Heesch, Nederland                | Inbraken en roofovervallen. | 14 jaar       |
| Franciscus Johannes van Orsouw Alias(sen): D'n Olie, De Rotterdammer | 30 september 1910 te Oss, Nederland      | Moord op Antonius Verhoeven en zware mishandeling op Petrus Verhoeven. Daarnaast poging tot doodslag op Petrus Antonius van Buul.  | 10 jaar       |
| Hendrikus Adrianus van de Putten Alias(sen): De Rut                  | 18 mei 1912 te Oss, Nederland            | Moord op Antonius Verhoeven en zware mishandeling op Petrus Verhoeven.                                                             |               |
| Johannes Adrianus van Schaijk Alias(sen): Mennepop, De Schaai        | 28 september 1905 te Duisburg, Duitsland | Roofovervallen en inbraken. |               |
| Petrus Antonius Schuurmans Alias(sen): Vestdik                       | 20 mei 1916 te Oss, Nederland            | Roofovervallen en inbraken. |               |
| Lambertus Vos Alias(sen): Noest, De Seip                             | 5 maart 1900 te Oss, Nederland           | Roofovervallen en inbraken. |               |
| Johanna Maria Vossenberg Alias(sen): Hanneke van Martekus            | 1 juni 1889 te Oss, Nederland            | Heling en aanstichting tot roofovervallen en inbraken.                                                                             | 3,5 jaar      |
| Franciscus Nicolaas van de Wetering Alias(sen): Frans d'n Brommert   | 25 april 1910 te Oss, Nederland          | Inbraken en roofovervallen. |               |
| Antonius Johannes van der Wielen Alias(sen): Slappe Toon de Soep     | 1913 te Oss, Nederland                   | Inbraken en roofovervallen. |               |

Informatie in de hierboven weergeven tabel komt onder andere uit

## Speelfilm 2011
- In 2011 kwam de speelfilm De Bende van Oss van André van Duren uit. Deze vertelt een fictief verhaal met de bende als achtergrond.